# Walter Vitt

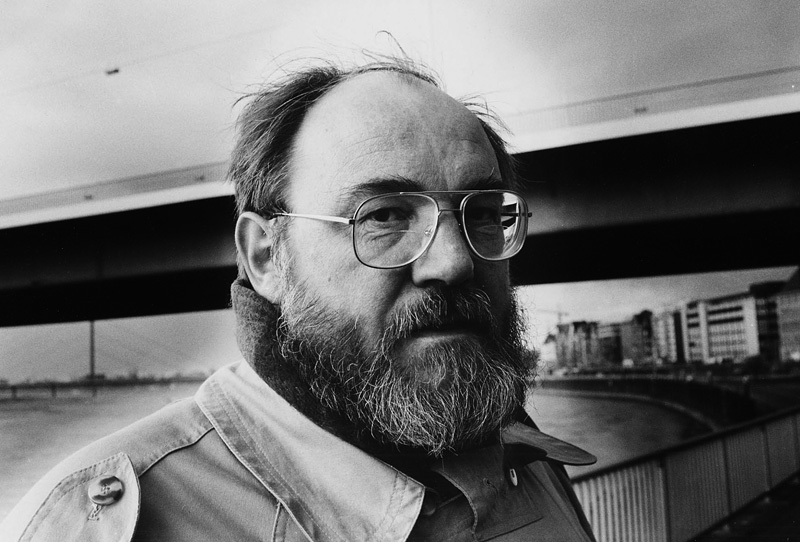
Walter Vitt an einer Düsseldorfer Rheinbrücke (2011)

Walter Vitt (* 2. Oktober 1936 in Gera; † 27. November 2021 in Köln) war ein deutscher Journalist, Kunstschriftsteller und Ausstellungskurator. Er initiierte in Köln ein fortlaufendes Mahnmal zur Bücherverbrennung.  Außerdem war er Ehrenmitglied des Internationalen Kunstkritikerverbandes.

## Leben
Nach dem Abitur 1957 am Wilhelm-Gymnasium in Braunschweig studierte er von 1957 bis 1963 in Münster Germanistik, Publizistik, Geschichte und Philosophie. Dort wirkte er von 1958 bis 1961 als Chefredakteur der Studentenzeitung Semesterspiegel. Es folgte von 1961 bis 1963 eine Tätigkeit als Regional-Reporter im WDR-Büro Münster und anschließend  bis 1998 als politischer Redakteur beim WDR in Köln. Zwischen 1989 und 1998 arbeitete er dort als stellvertretender Nachrichtenchef Hörfunk und als Kunstbeauftragter des Senders. Anfang der 1980er Jahre wurde Walter Vitt zum ersten hauptamtlichen Ausbildungsbeauftragten für die Programme des Senders WDR bestimmt. Betriebspolitisch war er in den frühen 1970er Jahren Mitglied des Redakteursausschusses und von 1983 bis 1987 für den DJV Personalratsmitglied.
1978 nahm Vitt einen Lehrauftrag für Rundfunkpraxis an der Universität Münster an, den er bis 1996 innehatte. Weitere Lehraufträge an den Universitäten Bochum (1981), Dortmund (1984–1988), Siegen (1985/86) und Mainz (2000) folgten.
1994–2004 war der Journalist Mitglied des Kunstbeirats der Stadt Köln. Der Kunstkritiker initiierte 2001 in der Kölner Südstadt vor der Alten Universität (Claudiusstraße/am Römerpark) das Projekt eines sich fortentwickelnden Bodendenkmals Namen der Autoren zur Erinnerung an die Bücherverbrennung während der Zeit des Nationalsozialismus (in Köln erst am 17. Mai 1933) am gleichen Ort (jetzt Technische Hochschule Köln). Dieses Mahnmal wurde unter der Betreuung von Vitt im Zweijahres-Rhythmus von Kölner Auszubildenden des Steinmetz-Handwerks fortgeschrieben und im Mai 2018 vollendet.
2005 startete er zusammen mit Michael Cornelius Zepter eine erfolgreiche Unterschriften-Aktion gegen den Abriss des denkmalgeschützten Kölner Opernhauses, eines Riphahn-Baues der 1950er Jahre.
Zunehmend verlagerte Walter Vitt seinen beruflichen Schwerpunkt auf die Kunstkritik. Seit 1978 Mitglied der deutschen Sektion des Internationalen Kunstkritikerverbandes AICA, wurde er 1986 zum Sekretär der AICA gewählt, anschließend war er von 1989 bis 2008 Präsident des Verbandes. In seine Präsidentschaft fiel nach der politischen Wende die Aufgabe, Kritiker und Kritikerinnen aus Ost- und Westdeutschland in einer gesamtdeutschen AICA zusammenzuführen. Gemeinsam mit dem Präsidiumsmitglied Klaus Honnef förderte er die Außenwirkung des Berufs-Verbandes durch die Begründung von drei jährlich zu vergebenden Kritiker-Auszeichnungen: Museum des Jahres, Ausstellung des Jahres und Die besondere Ausstellung. Seit seinem Ausscheiden aus der aktiven Mitarbeit ist er Ehrenmitglied der AICA.
Vitt begründete Anfang der 1990er Jahre die AICA-interne Reihe „Schriften zur Kunstkritik“. Nach 28 Bänden beendete er  2018 die „Schriften“ mit einem Band zu Texten des nach dem Zweiten Weltkrieg in Deutschland lebenden britischen Kunstkritikers John Anthony Thwaites. - Unter Vitts Betreuung erschien auch der Jubiläumsband „Vom Kunststück, über Kunst zu schreiben – 50 Jahre AICA Deutschland“ (2001).
Als Kurator verantwortete er über 60 Ausstellungen mit Werken moderner und zeitgenössischer Künstler. Vitt entwickelte für die katholische Gemeinde St. Maternus in Köln, Neustadt-Süd und für das Kölner Dominikanerkloster Heilig Kreuz seit den späten 1990er Jahren ein Programm zur Heranführung der Mitglieder von Kirchengemeinden an die Ästhetik der Moderne. Das Projekt in St. Maternus ging 2011 mit einer Edgar-Gutbub-Ausstellung zu Ende. Die Ausstellungsreihe im Dominikanerkonvent beendete Vitt im Frühjahr 2017 mit der Doppel-Ausstellung Rainer Plum / Günter Schwannecke.
Zusammen mit seiner Frau Luiza Vitt, geb. Aschenbrenner (1938–2009), trug er eine Kunstsammlung insbesondere mit Werken konkreter Kunst der Moderne und der Gegenwart zusammen. Mehr als dreißig Arbeiten dieser Kollektion standen dem Anfang der 1990er Jahre in Ingolstadt gegründeten Museum für Konkrete Kunst als Starthilfe und darüber hinaus als Dauerleihgaben für 20 Jahre zur Verfügung; siehe: Museum für Konkrete Kunst Ingolstadt, (Bestandskatalog mit Schenkungen und Dauerleihgaben), Ingolstadt/Heidelberg 1993.
Lyrischen Grotesken zugeneigt, richtete er 2009 online die Mitmach-Website www.forstlyrik.de ein; damit erinnert Vitt an die von ihm zusammen mit Eckehard Munck und Hendrik W. Höfig Anfang der 1960er in Münster entwickelten Hirsch-Gedichte, die sie damals mit Illustrationen von Robert Eid unter den erfundenen Herausgeber-Namen Hieronymus Hörnle und Hubertus Röhrer herausgaben.
Walter Vitt starb Ende November 2021 im Alter von 85 Jahren in Köln und wurde am 6. Dezember 2021 auf dem Kölner Zentralfriedhof Melaten beigesetzt.

## Ehrungen
- 1999: Bundesverdienstkreuz am Bande
- 2000: Rudolf Jahns Preis
- 2004: Rheinlandtaler des Landschaftsverbandes Rheinland

## Veröffentlichungen (Auswahl)
- Meine Wege zu Walter Dexel, Braunschweig 2014, Katalog Dexel, Städt. Museum Braunschweig;
- E-Mails im Trauerjahr – Ein Trostbuch, Deiningen 2011;
- Vom Reden über Kunst, Deiningen 2010;
- Dexel als Kunstkritiker, Köln/Deiningen 2010;
- Der Fall Arno Breker (mit Christoph Zuschlag), Köln/Deiningen 2007;
- Der Maler Ernst Mollenhauer, Köln 2007, Katalog Galerie Boisserée;
- Palermo starb auf Kurumba, Köln 2003;
- Vom Kunststück, über Kunst zu schreiben, Nördlingen 2001;
- Johannes Theodor Baargeld, Fummelmond & ferngefimmel (Hg.), Nördlingen 2001;
- Enzo Maiolino – Das druckgrafische Werk (dt.-ital.), Nördlingen 2000;
- Walter Dexel, Werkverzeichnis der Druckgrafik, Köln 1998;
- Enzo Maiolino, Ingolstadt 1996;
- Roberto Cordones Movimenti-Bilder, Leverkusen 1995;
- Lienhard v. Monkiewitsch, Edition „libri artis“, Hannover 1994;
- Künstler-Träume, Regensburg  1994;
- Gerd Winner, Bilder für den WDR, Funkhaus Düsseldorf 1993;
- Nachrichten im WDR – Ein Ausbildungsbrevier, Köln 1992;
- Schöne Tage im Hause Dexel… Das Gästebuch des Malers (mit Ruprecht Stolz), Köln 1990;
- Johannes Theodor Baargeld, Texte vom Zentrodada (Hg.), Siegen 1987 u. 1990;
- Jean Leppien, Hannover 1986;
- Der Maler Bruno Erdmann, Köln/Darmstadt 1986;
- Bagage de Baargeld – Neues über den Kölner Zentrodada, Starnberg 1985;
- Tadaaki Kuwayama, Köln 1982 (Galerie Reckermann);
- Von strengen Gestaltern, Köln 1982;
- Michael Ennepers Landschafts-Eingriffe(progetto d’arte 1980), Köln 1981;
- Hommage à Dexel, Festschrift zum 90. des Malers, Starnberg 1980;
- Walter Dexels „Köpfe“, Starnberg 1979;
- Walter Dexel, Das druckgraphische Werk, Salzgitter 1979 (Kunstverein Salzgitter);
- Auf der Suche nach der Biographie des Kölner Dadaisten Johannes Theodor Baargeld, Starnberg 1977;
- Gerhard Wittner, Berlin 1976 (Edition Bossin);
- Walter Dexel, Der Bauhausstil – ein Mythos (Hg.), Starnberg 1976, Reprint Nördlingen 2000;
- Hoerle und Seiwert – Die Progressiven, Köln 1975;
- Walter Dexel, Werkverzeichnis der Druckgrafik, 1. Fassung, Köln 1971;
- Das Werk von Walter Dexel, Basel 1970 (Galerie Charles Lienhard);
- Anthologie der Forstlyrik (mit Eckehard Munck und Hendrik W. Höfig), Münster 1961;
- Oskar – das Meckerbuch eines Durchschnittsschülers, Braunschweig 1961;
- Universitätsführer Münster 1958 (begründet zus. mit Helmut Beck und Reinhard Theodor Kleinmann); Ausgaben 1959 (Redaktion u. a. mit Helmut Beck); 1960 (wieder mit Beck); 1961 (mit Beck); 1962 (Allein-Redakteur); 1963 (Allein-Redakteur).

## Fernsehbeiträge zur Kunstgeschichte
- WDR-Fernsehfilm („Auf der Suche nach Baargeld“, 83 Min., 1983; gekürzte Neufassung, 45 Min. 1989)